# Mournful Congregation
Mournful Congregation è una band funeral doom metal fondata nel 1993 a Loxton nel sud dell'Australia.
I Mournful Congregation hanno proposto uno stile Funeral doom molto essenziale, incentrato sui riff di chitarra; questi sono tendenzialmente melodici e memorizzabili, ma molto cupi e caratterizzati da una lentezza decisamente estrema. Tastiere ed altri elementi atmosferici non hanno invece un ruolo rilevante nella loro musica.
I testi si affacciano spesso al misticismo e alla gnosi, letti in una chiave pessimistica e tetra. Ad esempio l'intero album The Monad of Creation (spesso ritenuto il loro capolavoro) è incentrato su temi ispirati a Arthur Schopenhauer del ritorno al nulla, con richiami alle religioni misteriche greche. Altri testi trattano tematiche più classiche come la solitudine e la depressione.
I Mournful Congregation sono ritenuti una delle band più rappresentative del proprio genere, oltre ad essere fra le più radicali nell'abbracciarne gli stilemi, cosa che gli ha garantito un certo seguito di fedeli appassionati. Si fa notare in particolar modo la lunghezza media dei singoli brani, che oscilla fra i dieci e i trenta minuti.

## Storia del gruppo
La band si forma in Australia agli inizi degli anni novanta con una formazione proveniente da ex membri dei Chalice. La loro musica è caratterizzata dalle intense melodie di chitarra. La band esordisce nel 1999 con il disco Tears from a Grieving Heart. Il successivo album, intitolato The Monad of Creation, è stato pubblicato nel 2005, tuttavia il materiale raccolto per il disco è meno recente, in parte risalente anche al 1994.

## Formazione

### Formazione attuale
- Damon Good - voce, basso, chitarra
- Adrian Bickle - batteria
- Justin Hartwig - chitarra

### Ex componenti
- Darren McLennan - chitarra
- Mark Bodossian - basso

## Discografia
Album in studio
- 1999 - Tears from a Grieving Heart
- 2005 - The Monad of Creation
- 2009 - The June Frost
- 2011 - The Book of Kings
- 2018 - The Incubus of Karma

Demo
- 1994 - Weeping
- 1995 - An Epic Dream of Desire
- 1996 - Practice Sessions

Split
- 2001 - The Epitome of Gods and Men Alike
- 2004 - Split with Stabat Mater
- 2007 - Split with Stone Wings

Raccolte
- 2002 - The Dawning of Mournful Hymns